# Deer Park (Teksas)
Deer Park je grad u američkoj saveznoj državi Teksas. Prema popisu stanovništva iz 2010. u njemu je živjelo 32.010 stanovnika.